# Расім Бабаєв
Расім Ганіфа огли Бабаєв (азерб. Rasim Hənifə oğlu Babayev; *13 грудня 1927, Баку, Азербайджанська РСР — †15 червня 1971, Баку, Азербайджанська Республіка) — азербайджанський художник.

## Біографія
Навчався в Баку в Азербайджанському державному художньому училищі імені Азімзаде (закінчив у 1949 році), потім у Московському художньому інституті імені Сурікова (закінчив у 1955 році). Не зміг отримати диплом, так як був звинувачений у формалізмі. З 1964 року — Заслужений художник Азербайджану.
У 1950-ті і 1960-ті роки в основному займався літографією, пізніше став писати олією картини в яскравих кольорах, з антропоморфними істотами (часто діви і янголи). Багато ілюстрував книги. Вважається одним з найбільш відомих азербайджанських художників.